# Poliestireno
El poliestireno (PS) es un polímero termoplástico que se obtiene de la polimerización del estireno monómero. Existen cuatro tipos principales: el poliestireno cristal o GPPS (del inglés general purpose polystyrene), que es transparente, rígido y quebradizo; el poliestireno de alto impacto o HIPS (del inglés high impact polystyrene), es resistente al impacto y opaco blanquecino; el poliestireno expandido o EPS (del inglés expandable polystyrene o PSE (del francés polystyrène expansible), muy ligero; y el poliestireno extruido, similar al expandido pero más denso e impermeable. Las aplicaciones principales del PS antichoque y el PS cristal son la fabricación de envases mediante extrusión-termoformado, y de objetos diversos mediante moldeo por inyección. Las formas expandida y extruida se emplean principalmente como aislantes térmicos en construcción y para formar coquillas de protección en los embalajes de objetos frágiles para protegerlos. El EPS también es utilizado para la producción de cajas de pescado o neveras para el transporte de vacunas, por su capacidad aislante así como cascos para protección de la cabeza debido a su poder absorbente de los impactos.
La primera producción industrial de poliestireno cristal fue realizada por BASF, en Alemania, en 1930. El PS expandido y el PS antichoque fueron inventados en las décadas siguientes. Desde entonces los procesos de producción han mejorado sustancialmente y el poliestireno ha dado lugar a una industria sólidamente establecida. Con una demanda mundial de unos 14,5 millones de toneladas al año (dato de 2020, excluye el poliestireno expandido), el poliestireno es hoy el cuarto plástico más consumido, por detrás del polietileno, el polipropileno y el PVC.

## Tipos de poliestireno

Símbolo internacional del poliestireno.

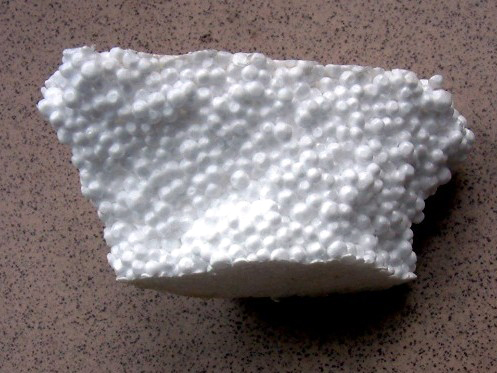
Fragmento de poliestireno expandido.

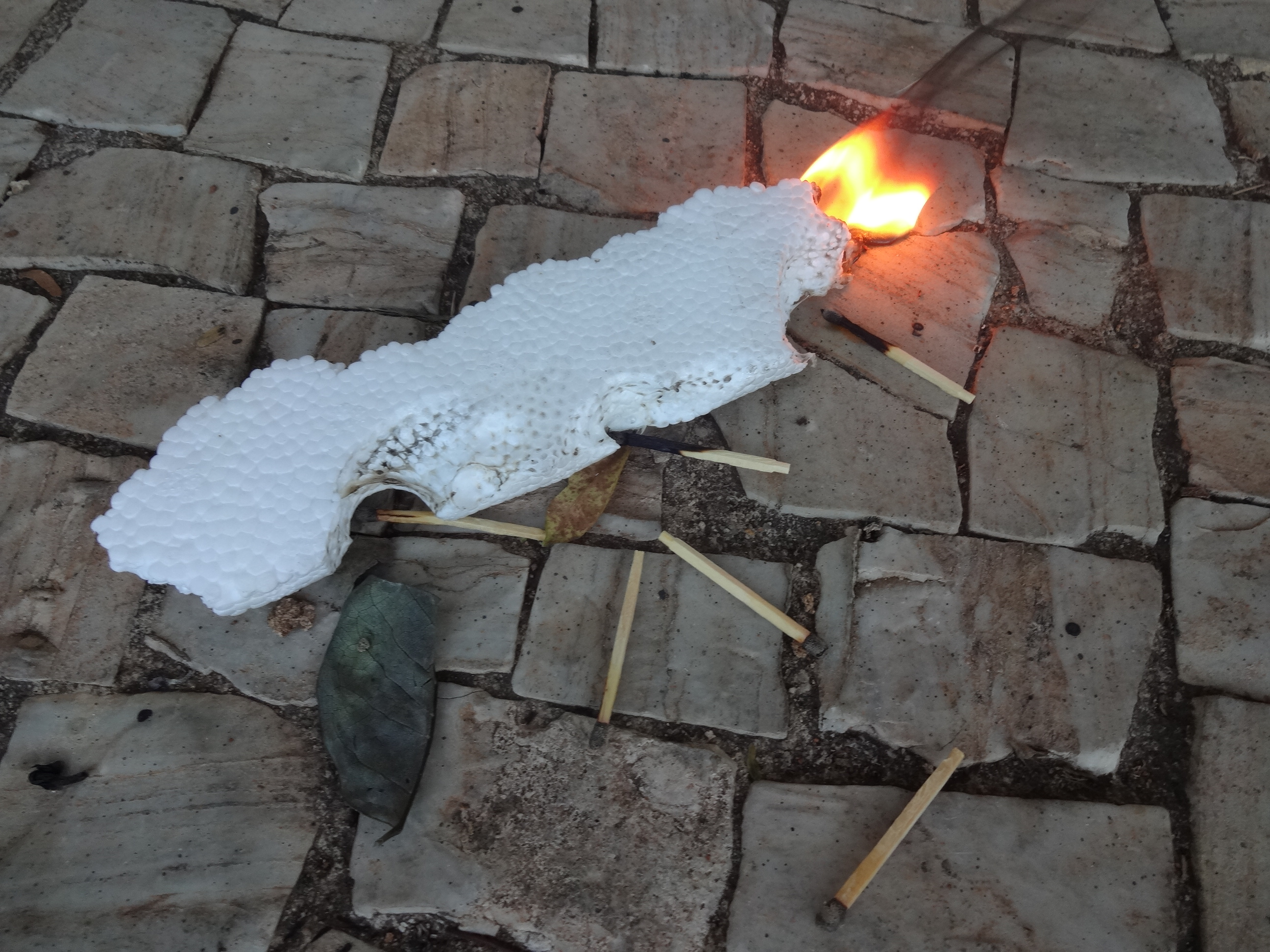
El poliestireno expandido es inflamable y libera grandes cantidades de humo negro al quemarse, si bien hay versiones autoextinguibles para su uso en construcción.

El producto de la polimerización del estireno puro se denomina poliestireno cristal o poliestireno de uso general (GPPS, siglas en inglés). Es un sólido transparente, duro pero frágil. Es vítreo por debajo de 100 °C. Por encima de esta temperatura es fácilmente moldeable y puede dársele múltiples formas.
Para mejorar la resistencia mecánica del material, se puede añadir en la polimerización hasta un 14% de caucho (casi siempre polibutadieno). El producto resultante se llama poliestireno de alto impacto (HIPS, High Impact Polystyrene, siglas en inglés). Es más resistente y no quebradizo. Capaz de soportar impactos más violentos sin romperse. Su inconveniente principal es su opacidad, si bien algunos fabricantes venden grados especiales de poliestireno choque translúcido.
Otro miembro de esta familia es el poliestireno expandible (EPS, siglas en inglés). En su produccción se combina con isopentano que queda ocluído en su interior. Posteriormente y gracias al isopentano se puede expandir mediante la aplicación de vapor de agua consiguiendo diferentes densidades una vez expandido. Para entender mejor el resultado final, como ejemplo, puede llegar a consistir en un 5% de poliestireno y un 95% de aire una vez el isopentano que ha generado la expansión del poliestireno, se disipa. Sus aplicaciones principales son como aislante  o producción de bovedillas en construcción, bloques para el relleno en terreno frágiles donde se vayan a construir carreteras para aligerar el peso y evitar el hundimiento de las mismas. También usado para embalaje de productos frágiles. Otra aplicación muy importante, no por el volumen producido sino por su condición de salvar vidas es su uso en la producción de cascos para motoristas o pilotos de carreras de motos, fórmula 1, etc.
A partir de poliestireno cristal fundido se puede obtener, mediante inyección de CO2, una espuma rígida denominada poliestireno extruido (XPS). Sus propiedades son similares a las del EPS, con el cual compite en las aplicaciones de aislamiento. El poliestireno extruido presenta burbujas cerradas, por lo que puede mojarse sin perder sus propiedades aislantes.
El EPS también dispone de variedades de baja absorción de humedad. Ambos pueden ser usados en la fabricación de las cubiertas invertidas.
En las últimas décadas se ha desarrollado un nuevo polímero que recibe el nombre de poliestireno sindiotáctico. Se caracteriza porque los grupos fenilo de la cadena polimérica están unidos alternativamente a ambos lados de la misma, mientras que el poliestireno "normal" o poliestireno atáctico no conserva ningún orden con respecto al lado de la cadena donde están unidos los grupos fenilos. El "nuevo" poliestireno es cristalino y funde a 270 °C, pero es mucho más costoso. Solo se utiliza en aplicaciones especiales de alto valor añadido.

## Estructura del poliestireno cristal

### Peso molecular

Las unidades repetitivas de estireno conforman el polímero.

El peso molecular promedio del poliestireno comercial varía entre 100.000 y 400.000 g mol-1. Cuanto menor es el peso molecular, mayor es la fluidez y por tanto la facilidad de uso del material, pero menor es su resistencia mecánica.
Para conseguir un poliestireno a la vez fluido y resistente se puede acudir a distribuciones bimodales de pesos moleculares, un activo campo de investigación en el poliestireno.

### Ramificación
Las moléculas de poliestireno formadas en los procesos industriales actuales son muy lineales. En laboratorio es posible generar ramificación añadiendo al reactor sustancias como el divinilbenceno o peróxidos tetrafuncionales pero el poliestireno así obtenido es más caro y apenas presenta ventajas frente a sus equivalentes lineales.

### Tacticidad
El poliestireno cristal es completamente atáctico; es decir: los grupos fenilo se distribuyen a uno u otro lado de la cadena central, sin ningún orden particular. Por ello se trata de un polímero completamente amorfo (es decir, no cristalino).

## Estructura del poliestireno alto impacto o antichoque
El poliestireno de alto impacto (en inglés: High Impact PolyStyrene o HIPS) consiste en una matriz de poliestireno cristal en la cual están dispersas partículas microscópicas de caucho, casi siempre polibutadieno.

### Tipo de caucho
En la gran mayoría de los casos el caucho utilizado es el polibutadieno, en concreto grados fabricados con catalizadores de cobalto ("alto-cis") o litio ("bajo-cis"). El peso molecular del polibutadieno utilizado suele estar comprendido entre 180.000 y 260.000 g mol-1.
En algunas aplicaciones muy minoritarias se utiliza un elastómero consistente en un dibloque estireno-butadieno. Debido a su mayor afinidad por el poliestireno (y por tanto menor tensión superficial), este polímero forma partículas de menor tamaño que las de polibutadieno.
Hasta los años 1960 se usó caucho estireno-butadieno (SBR) para la modificación de poliestireno pero desde entonces ha sido sustituido por el polibutadieno, que proporciona mejores propiedades mecánicas al producto.

### Partículas de caucho
En la mayoría de los poliestirenos comerciales la fase elastomérica se presenta en forma de partículas con una estructura llamada "tipo salami": una partícula más o menos esférica de polibutadieno que tiene a su vez en su interior partículas de poliestireno de diferentes tamaños, a las que se denomina "oclusiones". En algunos casos se observan partículas con morfología "core-shell" (que podría traducirse como "núcleo-envoltura"), en las que el caucho forma solo una delgada membrana alrededor de una única oclusión de poliestireno, normalmente de pequeño tamaño (inferior a una micra de diámetro).
Para tener un poliestireno de alto impacto con buena resistencia mecánica hacen falta partículas tipo salami con un tamaño comprendido entre 1 y 6 micrómetros. Cuando el tamaño es inferior a una micra el producto se vuelve casi tan frágil como el poliestireno cristal, si bien la transparencia aumenta, lo cual puede ser interesante en algunas aplicaciones.
El tamaño de las partículas depende esencialmente de tres factores:
- el cizallamiento durante la inversión de fases
- la relación de viscosidades entre el polibutadieno y la matriz de poliestireno
- la cantidad de poliestireno injertado

Se ha comprobado que una distribución bimodal de tamaños de partícula aumenta la resistencia al impacto del material. Existen diversos métodos químicos y físicos para conseguir o al menos aproximarse a la bimodalidad, siendo el más habitual el emplear dos polibutadienos de viscosidad diferente.
Al cociente entre el volumen ocupado por las partículas de polibutadieno (incluyendo las oclusiones) y el volumen total del poliestireno se le denomina "fracción en volumen de la fase elastomérica" (RPVF, siglas en inglés). En líneas generales, cuanto mayor es la RPVF mejores son las propiedades mecánicas del poliestireno choque. Para aumentar la RPVF se puede añadir más polibutadieno pero esto tiene un grave inconveniente: el polibutadieno es más caro que el estireno o que el propio poliestireno choque. Por ello, la vía preferida es aumentar la cantidad de poliestireno ocluido en el interior de las partículas, lo cual constituye uno de los objetivos de todos los productores de poliestireno de alto impacto.

### Injerto
Durante la polimerización del estireno, a veces ocurre que un radical libre ataca uno de los dobles enlaces de las moléculas de polibutadieno, formando así una molécula de poliestireno unida químicamente a una de polibutadieno. Se dice entonces que el poliestireno está "injerto" en el polibutadieno.
El injerto mejora las propiedades del poliestireno de alto impacto por dos motivos. Por un lado facilita la transmisión de energía entre las fases polibutadieno y poliestireno. Por otro, actúa como un emulsionante, estabilizando la dispersión de partículas de caucho en la matriz de poliestireno. Los productores de poliestireno de alto impacto tratan de adaptar su proceso para maximizar el injerto, a fin de obtener la mejor relación posible entre propiedades mecánicas del producto y cantidad de caucho utilizado.

### Reticulación
Los dobles enlaces del polibutadieno también pueden reaccionar entre sí, formando puentes entre las moléculas. A esto se le denomina "reticulación" de la fase elastomérica. La reticulación es más intensa cuanto más tiempo pasa el polibutadieno a alta temperatura. En el proceso de producción del poliestireno choque ocurre sobre todo en la sección de desvolatilización.
Cierto nivel de reticulación es necesario para que el caucho sea elástico pero, si la reticulación llega demasiado lejos, el caucho se vuelve rígido y por tanto el poliestireno pierde parte de su resistencia mecánica.

## Química del poliestireno

Forma estructural del monómero de estireno

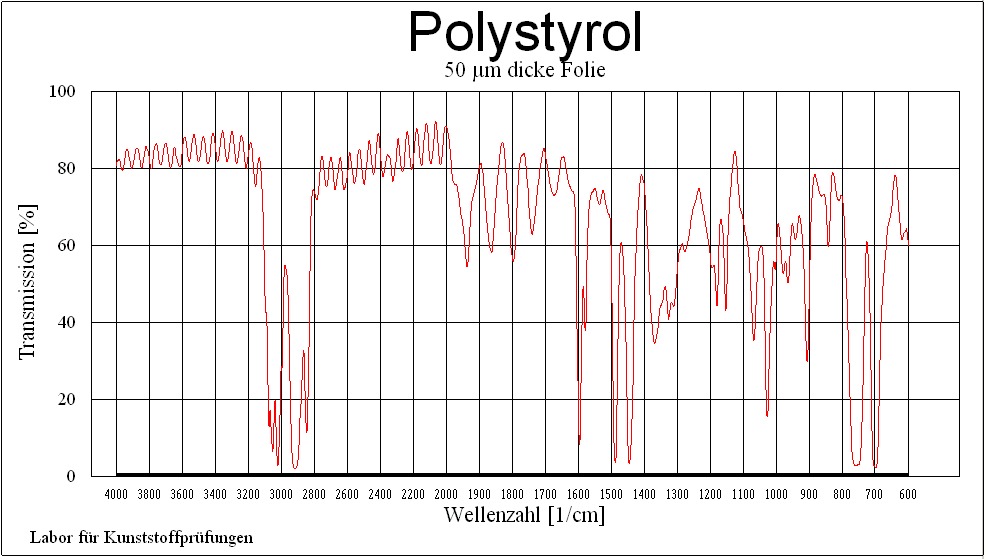
Espectro de transmisión de infrarrojos de la película de poliestireno.

A escala industrial, el poliestireno se prepara calentando el etilbenceno en presencia de un catalizador para dar lugar al estireno. La polimerización del estireno se da por radicales libres, polimerización catiónica, polimerización aniónica o sobre catalizador.

### Mecanismos de reacción
El estireno puede polimerizar por cuatro mecanismos diferentes:
1. Por radicales libres. Los radicales de estireno se forman espontáneamente, a mayor velocidad cuanto mayor sea la temperatura. Por ello el estireno es almacenado en tanques refrigerados y estabilizado con inhibidores, que consumen los radicales libres. La velocidad de reacción se vuelve significativa a partir de una temperatura superior a los 100 °C. Se puede acelerar añadiendo iniciadores como por ejemplo peróxidos, que generan radicales libres adicionales.[11]
2. Polimerización aniónica
3. Polimerización catiónica
4. Sobre catalizador

Mediante el uso de catalizadores de Ziegler-Natta o de tipo metaloceno se puede controlar de forma precisa la tacticidad del polímero formado. El poliestireno sindiotáctico se produce industrialmente de este modo.
En todos los casos la polimerización del estireno genera la misma cantidad de calor: 165 cal g-1.

### Inversión de fases
En la producción de poliestireno de alto impacto, el medio de reacción consiste inicialmente solo en una fase, una solución de polibutadieno en estireno ("fase PB"). A medida que el estireno va reaccionando, el poliestireno generado empieza a precipitar (a partir de 2% de conversión) y forma así una fase distinta, la "fase PS", que consiste en partículas de poliestireno dispersas en la fase PB. Las partículas de poliestireno van creciendo y siendo cada vez más numerosas hasta que, en cierto momento, ocupan un volumen igual al de la fase PB. A partir de entonces la disposición de las fases se invierte: la fase PS se convierte en el medio continuo y la fase PB pasa a formar partículas en el seno de la fase PS. A este fenómeno se le denomina inversión de fases.
La inversión de fases no es un fenómeno puntual ni instantáneo sino que se desarrolla sobre un intervalo de conversión relativamente amplio. El valor de este intervalo depende de varios parámetros, principalmente el porcentaje de caucho y el grado de injerto. En todo caso, es necesario un cierto grado de agitación en el reactor para que ocurra la inversión de fases; en caso de no hacerse de esta forma, el producto obtenido aparece como una mezcla informe de poliestireno y polibutadieno, sin distinción clara entre las dos fases.
Durante la inversión de fases la viscosidad de la mezcla aumenta de forma notable. Esto permite que sea detectada en laboratorio.

## Propiedades
Se describen las propiedades del PS choque y el PS cristal. Para el EPS, véase el artículo principal Poliestireno expandido.

### Propiedades mecánicas
| Propiedad                              | PS cristal | PS antichoque | Comentarios                                                                                         |
| -------------------------------------- | ---------- | ------------- | --------------------------------------------------------------------------------------------------- |
| Módulo elástico en tracción (GPa)      | 3,0 a 3,4  | 2,0 a 2,5     | |
| Alargamiento de rotura en tracción (%) | 1 a 4      | 20 a 65       | El PS cristal no es nada dúctil                                                                     |
| Carga de rotura en tracción (MPa)      | 40 a 60    | 20 a 35       | |
| Módulo de flexión (GPa)                | 3,0 a 3,4  | 1,6 a 2,9     | El PS choque es mucho más flexible que el cristal y similar al ABS                                  |
| Resistencia al impacto Charpy (kJ/m2)  | 2          | 3 a 12        | El PS cristal es el menos resistente de todos los termoplásticos; el PS choque es intermedio        |
| Dureza Shore D                         | 85 a 90    | 60 a 75       | El PS cristal es bastante duro, similar al policarbonato. El PS choque es similar al polipropileno. |

Fuente: BIRON, Michel (1998). Propriétés des thermoplastiques (en francés). Techniques de l'Ingénieur. Archivado desde el original el 4 de marzo de 2016. Consultado el 19 de junio de 2011.

### Propiedades térmicas

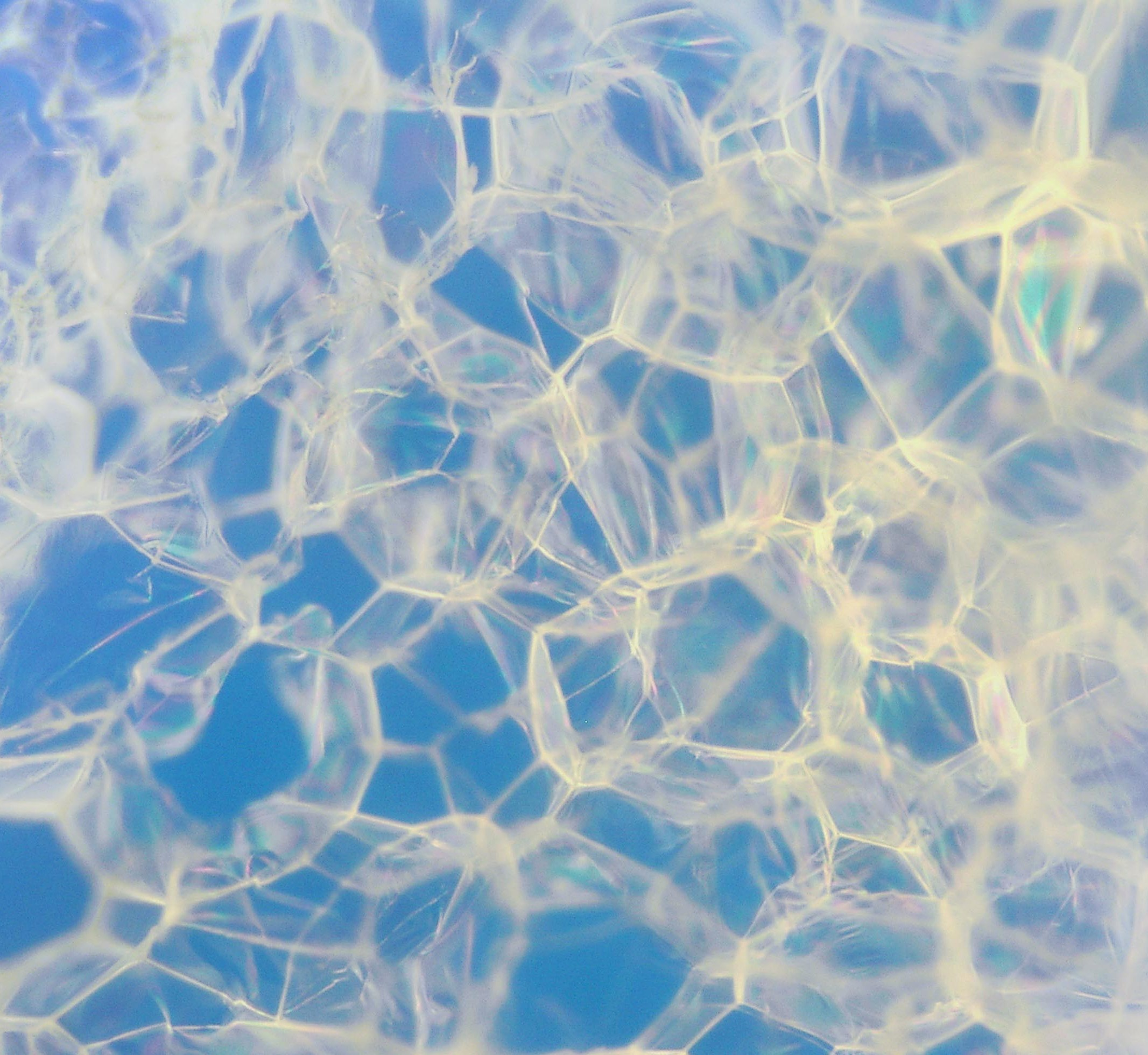
Estructura del poliestireno vista al microscopio, con 200 aumentos.

El poliestireno "compacto" (sin inyección de gas en su interior) presenta la conductividad térmica más baja de todos los termoplásticos. Las espumas rígidas de poliestireno XPS presentan valores aún más bajos de conductividad, incluso menores de 0,03 W K-1 m-1, por lo que se suele utilizar como aislante térmico.
Sin embargo, tiene relativamente poca resistencia a la temperatura, ya que reblandece entre 85 y 105 °C (el valor exacto depende del contenido en aceite mineral).
Cuando el poliestireno es calentado las cadenas son capaces de tomar numerosas conformaciones. Esta capacidad del sistema para deformarse con facilidad sobre su temperatura de transición vítrea permite que el poliestireno sea moldeado por calentamiento fácilmente.

### Propiedades ópticas
Mientras que el PS antichoque es completamente opaco y blanquecino debido al polibutadieno que incorpora, el PS cristal es transparente. Tiene un índice de refracción en torno a 1,57, similar al del policarbonato y el PVC.
Las mezclas de PS antichoque y PS cristal son más translúcidas pero también más frágiles cuanto más PS cristal contienen. Es posible encontrar un compromiso entre ambas propiedades de forma que los objetos fabricados, por ejemplo vasos desechables, sean transparentes a la vez que aceptablemente resistentes.

### Propiedades eléctricas
El poliestireno tiene muy baja conductividad eléctrica (típicamente de 10-16 S m-1), es decir, es un aislante. Por sus propiedades suele usarse en las instalaciones de alta frecuencia

## Aplicaciones
Las ventajas principales del poliestireno son su facilidad de uso y su coste relativamente bajo. Sus principales desventajas son su baja resistencia a la alta temperatura (se deforma a menos de 100 °C, excepto en el caso del poliestireno sindiotáctico) y su resistencia mecánica modesta. Estas ventajas y desventajas determinan las aplicaciones de los distintos tipos de poliestireno.
- El poliestireno antichoque se utiliza principalmente en la fabricación de objetos mediante moldeo por inyección. Algunos ejemplos: carcasas de televisores, impresoras, puertas e interiores de frigoríficos, maquinillas de afeitar desechables, juguetes. Según las aplicaciones se le pueden añadir aditivos como por ejemplo sustancias ignífugas o colorantes.[16]
- El poliestireno cristal se utiliza también en moldeo por inyección allí donde la transparencia y el bajo coste son importantes. Ejemplos: cajas de CD, perchas, cajas para huevos. Otra aplicación muy importante es en la producción de espumas rígidas, denominadas a veces "poliestireno extruido" o XPS, a no confundir con el poliestireno expandido EPS. Estas espumas XPS se utilizan por ejemplo para las bandejas de carne de los supermercados, así como en la construcción.
- En Europa, la mayor aplicación del poliestireno es la elaboración de envases desechables de productos lácteos mediante extrusión-termoformado.[17] En estos casos se suele utilizar una mezcla de choque y de cristal, en proporción variable según se desee privilegiar la resistencia mecánica o la transparencia. Un mercado de especial importancia es el de los envases de productos lácteos, que aprovechan una propiedad casi exclusiva del poliestireno: su secabilidad. Es esto lo que permite separar un yogur de otro con un simple movimiento de la mano.
- La forma expandida (poliestireno expandido) EPS, se utiliza como aislante térmico y acústico y es ampliamente conocido bajo diversas marcas comerciales (Poliexpan, Telgopor, Emmedue, Icopor, etc.).
- La forma extruida (poliestireno extruido) XPS, se emplea como aislamiento térmico en suelos, debido a su mayor resistencia mecánica, y también como alma en paneles sandwich de fachada. Pero su uso más específico es el de aislante térmico en cubiertas invertidas, donde el aislamiento térmico se coloca encima del impermeabilizante, protegiéndolo de las inclemencias del tiempo y alargando su vida útil.[18]
- Otras aplicaciones menores: indumentaria deportiva, por ejemplo, por tener la propiedad de flotar en agua, se usa en la fabricación de chalecos salvavidas y otros artículos para los deportes acuáticos; o por sus propiedades ligeras y amortiguadoras, se usa en la fabricación de cascos de ciclismo, cascos para motoristas e incluso los de Fórmula 1 (es el EPS lo que realmente protege contra el impacto en caso de accidente); también se utiliza como aglutinante en ciertos explosivos como el RDX y en el Napalm (por ejemplo en el MK77[19]).

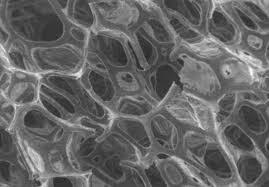
poliestireno expandido visto en microscopio

Aplicaciones del poliestireno
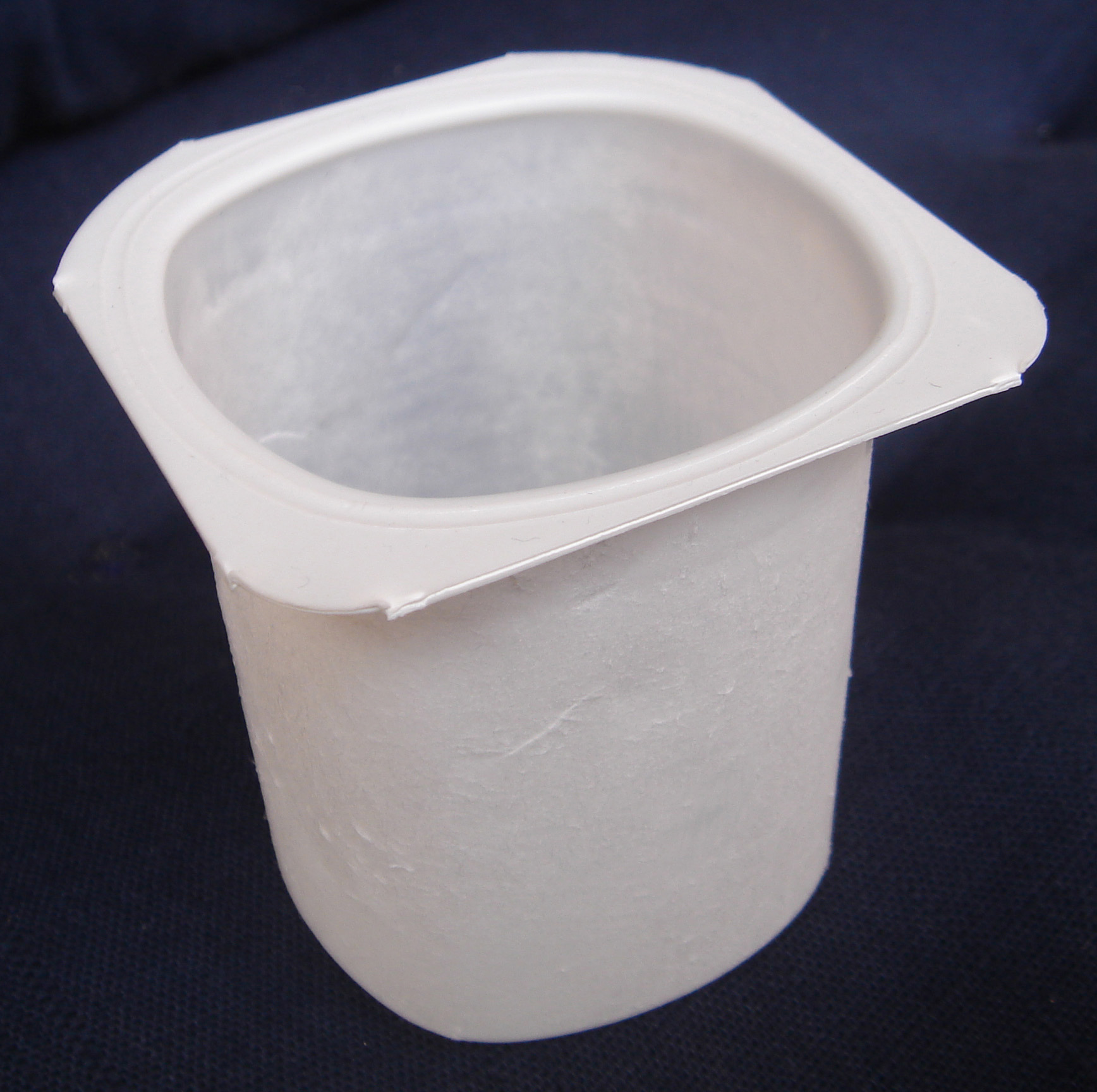
Envase de yogur fabricado mediante extrusión - termoformado de una mezcla de poliestireno choque y cristal.
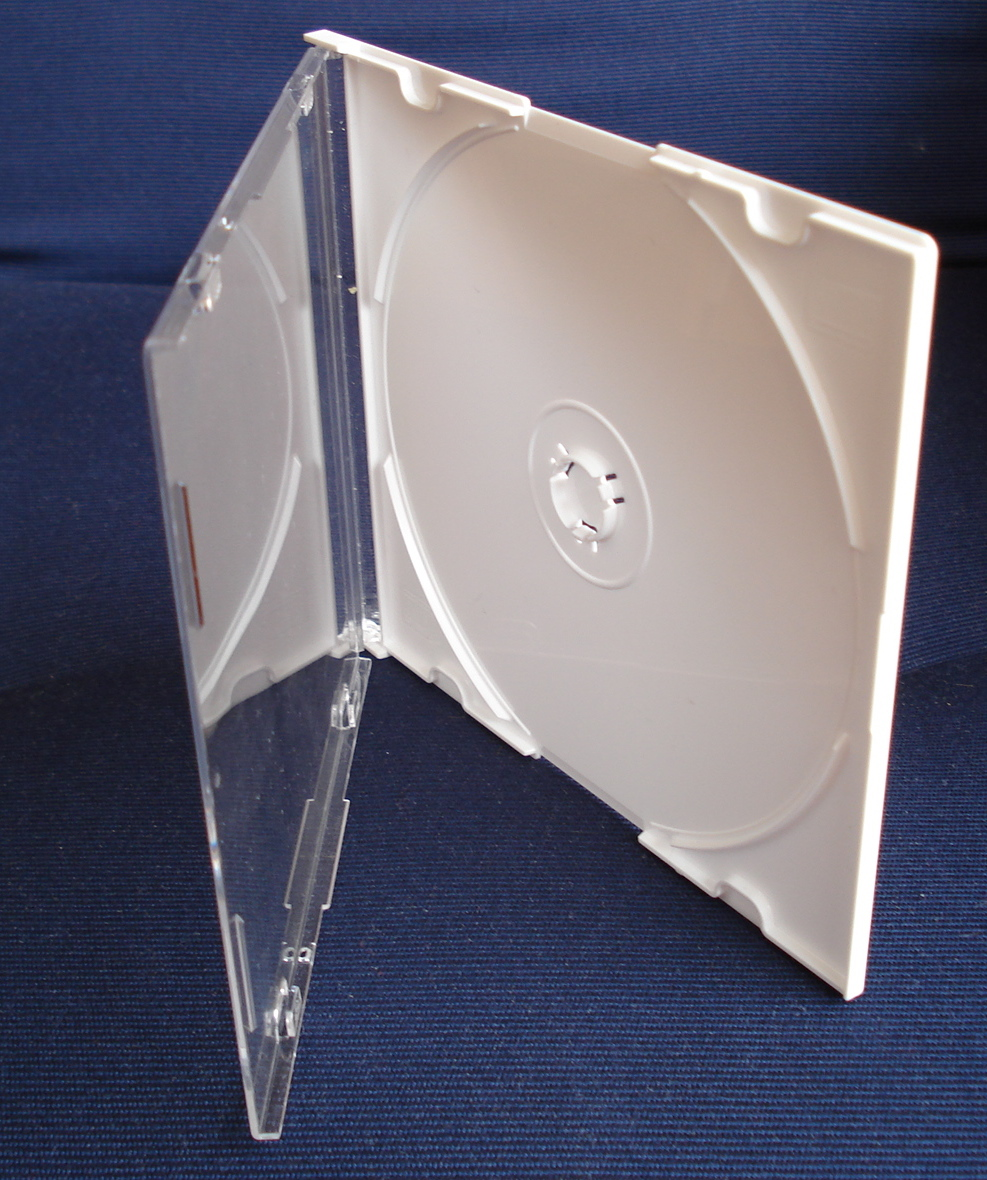
Caja de CD fabricada mediante moldeo por inyección. La parte transparente es de poliestireno cristal (GPPS) y la opaca de poliestireno choque (HIPS).
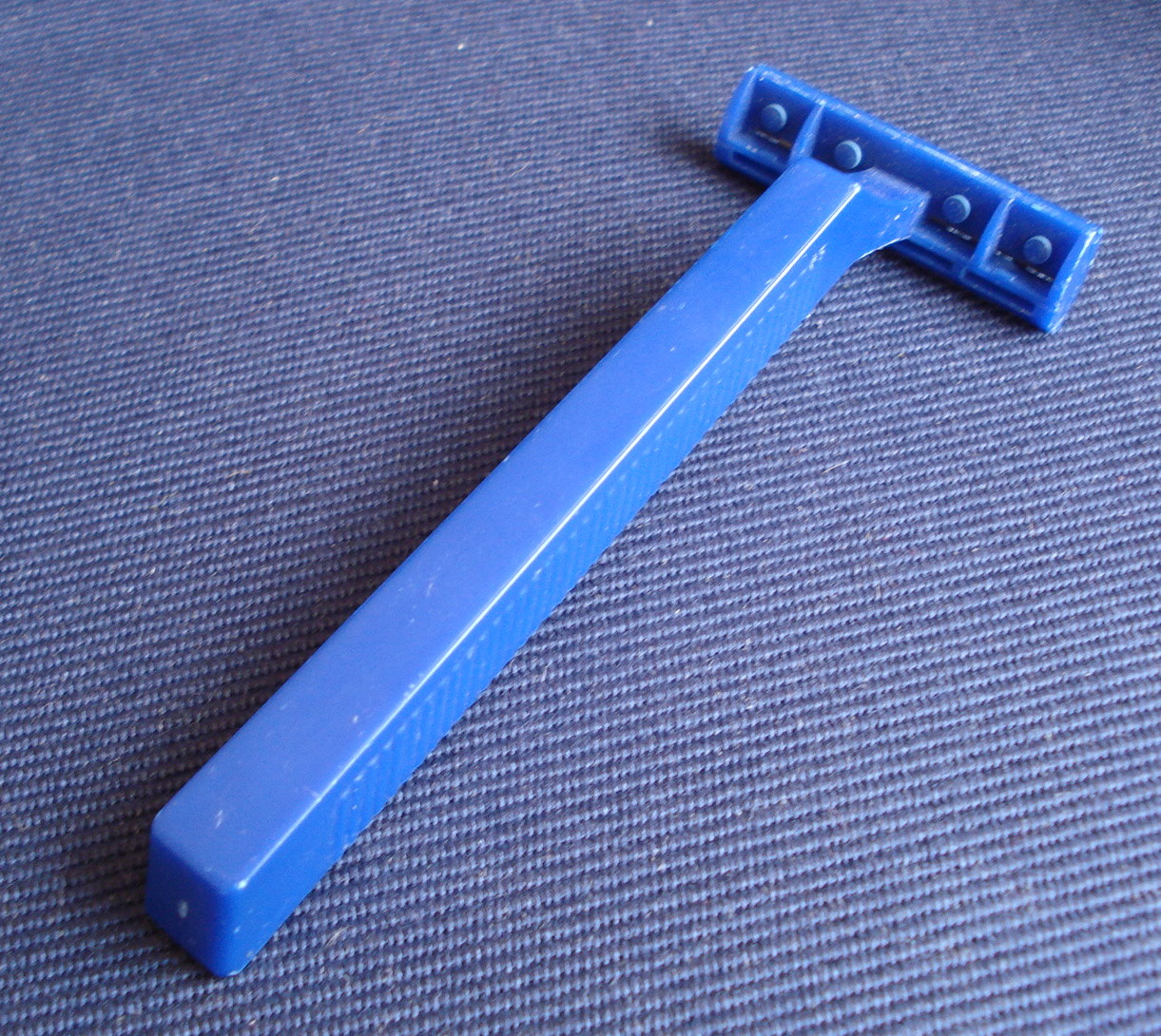
Cuchilla de afeitar de poliestireno choque fabricada mediante moldeo por inyección.
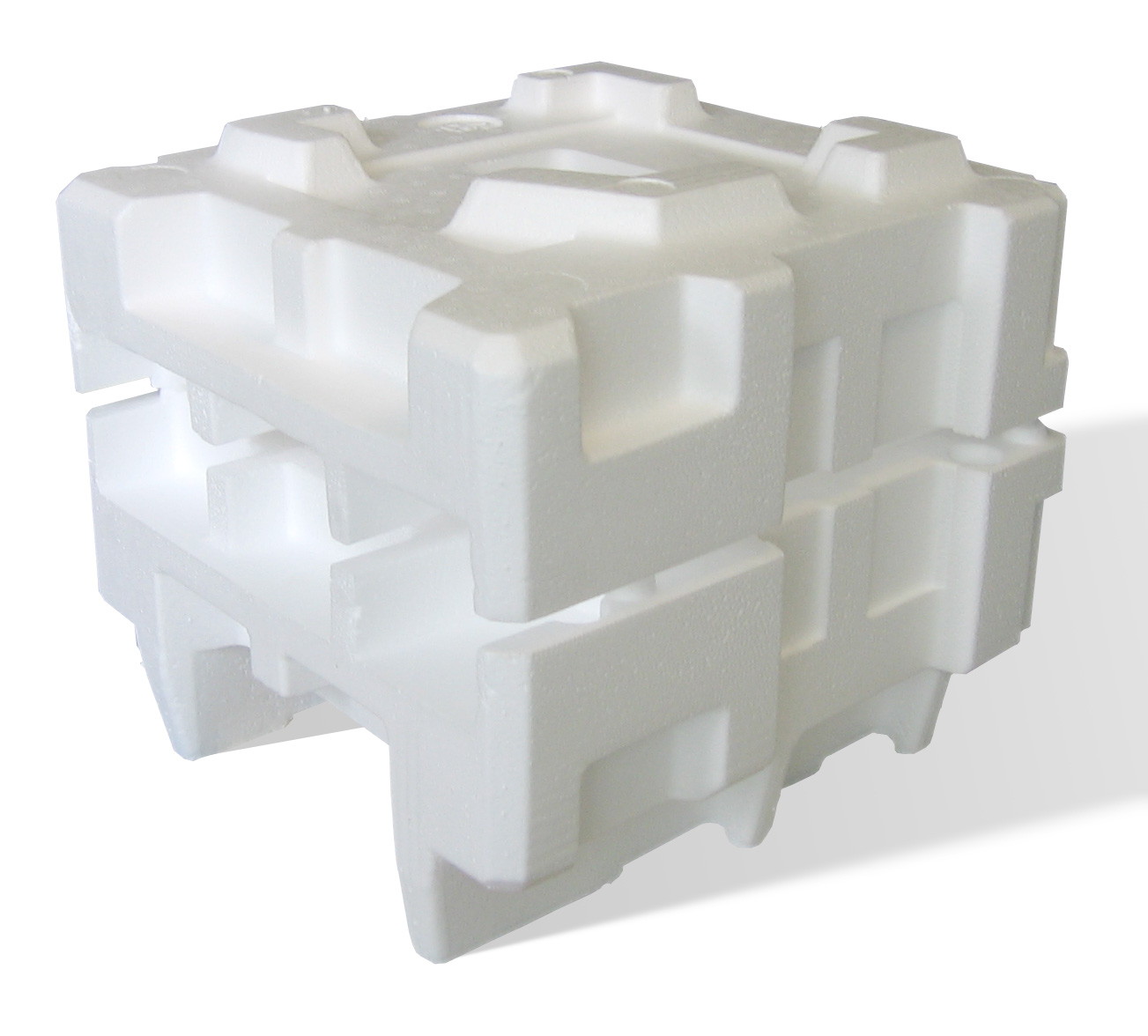
Embalaje de poliestireno expandido (EPS).
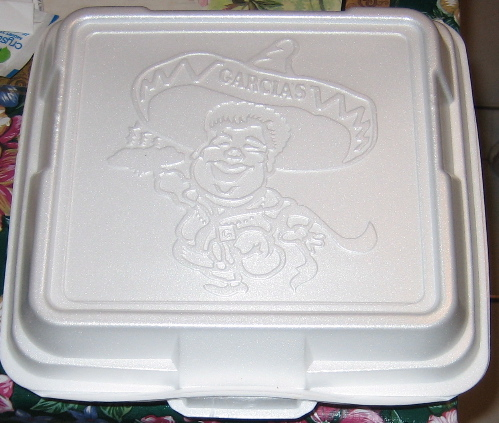
Recipiente para comidas de poliestireno extruido (XPS).

## Proceso de producción
El proceso más utilizado en la actualidad para el poliestireno se basa en la polimerización radical en masa. "Radical" significa que la reacción es iniciada por radicales libres, generados térmicamente mediante moléculas específicas denominadas iniciadores. "En masa" significa que el medio de reacción está formado esencialmente por estireno y poliestireno, añadiéndose a veces otro hidrocarburo inerte perfectamente miscible con el estireno, a menudo etilbenceno, que sirve para moderar la velocidad de reacción. Las líneas basadas en procesos en emulsión y en solución han quedado anticuadas hoy día, siendo reservadas a la producción de grados de especialidad.
Existen numerosas licencias de proceso de estireno disponibles en el mercado. Se diferencian en detalles tecnológicos que tratan de mejorar tanto la calidad del producto como la productividad del proceso pero en esencia el fondo del proceso es el mismo para todas.

### Proceso del poliestireno
1. Acondicionamiento de las materias primas. Al no estar basado en catalizadores, el proceso del poliestireno puede aceptar concentraciones altas de impurezas en las materias primas, por lo que prácticamente no se realiza purificación de las mismas.[20] Algunas plantas hacen pasar el estireno por un lecho de alúmina para retirar el inhibidor de polimerización.
2. Reacción. El estireno polimeriza espontáneamente, más rápido cuanto más alta sea la temperatura. Los reactores son en esencia recipientes en los que se fija una temperatura (típicamente entre 100 y 200 °C) y se asegura la homogeneidad mediante agitación. Para acelerar la reacción se pueden añadir también peróxidos, que actúan como iniciadores de polimerización. Existen muchos diseños diferentes de reactor que se diferencian principalmente por la forma de evacuar el calor (por tubos internos o condensador externo), por la distribución de tiempos de residencia (tanque agitado o flujo pistón) y por el tipo de agitación.[3]
3. Desvolatilización. La conversión en los reactores oscila, según el proceso concreto de que se trate, entre un 60 y un 90%. El estireno no convertido y el etilbenceno son separados del poliestireno en la sección de desvolatilización y recirculados a la alimentación. Aunque los diseños varían según las licencias, la desvolatilización consiste generalmente de uno o varios recipientes vacíos (llamados desvolatilizadores) en los que se aplica alta temperatura y vacío extremo a fin de dejar menos del 0,1% de hidrocarburos residuales en el producto.[3] No obstante, la temperatura no debe superar cierto valor (entre 250 y 300 °C) para no degradar las propiedades del poliestireno.[21]
4. Purificación del reciclo. El estireno y etilbenceno separados en la desvolatilización (corriente a la que se llama reciclo) contienen gran parte de las impurezas introducidas con las materias primas. En algunas plantas se procede a una purificación del reciclo, bien por destilación en vacío, bien mediante lechos de alúmina. En otras plantas simplemente se purga una parte del reciclo, lo cual permite mantener la concentración de impurezas en el proceso bajo control.[22]
5. Granulación. En el proceso más frecuente, el poliestireno fundido que sale del desvolatilizador pasa por una hilera de agujeros, formando hilos de pocos milímetros de espesor que son enfriados en un baño de agua, secados y cortados en forma de pequeños cilindros a los que se denomina granza. En otro proceso los hilos se cortan antes de secarlos, con la ventaja de generar menos polvo. Por último, en una pequeña minoría de plantas el cortador está situado directamente dentro del baño de agua, en una configuración idéntica a la utilizada para las poliolefinas por ejemplo.
6. Expedición. El poliestireno es o bien enviado a silos para ser vendido a granel o bien ensacado y embalado en palés de una tonelada.

### Particularidades del proceso del poliestireno antichoque
El poliestireno antichoque se produce según un proceso muy similar al del poliestireno cristal, por lo que a continuación solo se enumeran las diferencias.
La diferencia más obvia es que hay que disolver el caucho (normalmente polibutadieno aunque en ocasiones se utiliza estireno-butadieno) en el estireno antes de alimentarlo a los reactores. Para ello se emplean grandes tanques agitados.
Los reactores pueden tener la misma geometría que los del poliestireno cristal pero su control es mucho más delicado porque los parámetros de la reacción influyen en la morfología de las partículas de polibutadieno (cantidad de partículas, tamaño, forma), lo cual tiene un gran efecto sobre las propiedades mecánicas del producto final.
Por último, la temperatura de desvolatilización también debe ser controlada de forma más fina porque de ella depende la reticulación del polibutadieno, que no debe ser ni excesiva ni insuficiente.

## Historia

### Inicios
El estireno fue descubierto en 1839 por Eduard Simon, un boticario de Berlín a partir del estoraque, la resina del árbol turco Liquidambar orientalis, que destila una sustancia aceitosa, un monómero que él llamó estirol. Varios días después, Simon encontró que el estireno se había espesado, presumiblemente por oxidación, convirtiéndose en una gelatina que llamó óxido de estireno (Styroloxyd). En 1845, el químico nacido en Jamaica,  John Buddle Blyth y el químico alemán August Wilhelm von Hofmann  mostraron que la misma transformación del estireno se llevaba a cabo en ausencia de oxígeno. Llamaron a su sustancia metastyrol (análisis posteriores mostraron que era químicamente idéntico al Styroloxyd). En 1866 Marcelin Berthelot identificó correctamente la formación de metastyrol /Styroloxyd a partir del estireno como un proceso de polimerización. Estas experiencias se quedaron en meras curiosidades de laboratorio.
Casi unos 80 años más tarde, en 1920, el alemán Hermann Staudinger (1881–1965) fue el primero en sintetizar deliberadamente poliestireno en su laboratorio, y en explicar el fenómeno mediante una "teoría de la polimerización" (descubrió que el calentamiento del estireno inicia una reacción en cadena que produce macromoléculas). Esto llevó a la sustancia que recibe su actual nombre, poliestireno. Su teoría desató una fuerte controversia y fue rechazada por la comunidad científica de la época. No obstante, Staudinger continuó su trabajo, siendo recompensado con el Premio Nobel de Química en 1953.

### Poliestireno cristal
La empresa alemana BASF (integrada por entonces en el conglomerado IG Farben) se interesó por los polímeros e inició un programa de I+D. Obtuvieron éxito cuando desarrollaron una vasija de reactor que extruía el poliestireno a través de un tubo calentado con cortador, produciendo  poliestireno en forma de gránulos. Eso llevó a la primera producción comercial de poliestireno en Ludwigshafen, alrededor de 1931, esperando que fuese un sustituto adecuado del zinc fundido a presión en muchas aplicaciones. Una figura clave de este programa fue Herman F. Mark.
Por la misma época, la estadounidense Dow, que había producido grandes cantidades de etilbenceno para un mercado que al final no despegó, decidió transformarlo en estireno y desarrollar de forma fulgurante su propio proceso de producción de poliestireno.
BASF utilizaba un sofisticado proceso continuo de polimerización en masa que permitía una alta productividad y un buen control de la calidad del producto. Cada planta tenía varios reactores en serie, llamados "reactores-torre" por su forma de cilindros verticales. En comparación, el proceso de Dow era muy rudimentario: el estireno se dejaba simplemente reaccionar en el interior de latas metálicas calentadas durante días. Ello no impidió a Dow lanzar su poliestireno al mercado en 1938.
Tanto en América como en Europa lo que limitaba la producción de poliestireno era el suministro del monómero, el estireno. El problema se agudizó durante la Segunda Guerra Mundial porque el estireno se convirtió en materia prima estratégica, al ser uno de los ingredientes clave del caucho sintético. Al terminar la guerra, el estireno producido por las numerosas plantas construidas en Estados Unidos quedó disponible para otros usos. Fue entonces cuando la producción de poliestireno despegó realmente.
Los técnicos de Dow pudieron visitar las fábricas de BASF tras la derrota de Alemania en 1945 y se quedaron sorprendidos de la sofisticación tecnológica de los alemanes. Inmediatamente aplicaron el conocimiento obtenido para desarrollar un proceso semicontinuo de polimerización en masa, que instalaron en su planta de Midland (Míchigan, EE. UU.) y que fue un gran éxito comercial.
En los años siguientes Koppers Chemical puso a punto un proceso alternativo basado en la polimerización en suspensión, que aportaba algunas ventajas en la calidad del producto y que tuvo gran éxito comercial a partir de la década de los 1950.
No obstante, la polimerización en masa siguió siendo utilizada y a partir de los años 1980 volvió a tomar la delantera en tecnología, convirtiéndose en más económico tanto en inversión como en gastos de operación. Además el proceso en suspensión genera agua contaminada con fosfatos que, con el endurecimiento de las normas medioambientales, se ha convertido en un problema cada vez mayor. Poco a poco las plantas de suspensión han ido siendo abandonadas, quedando actualmente dedicadas solo a la producción de poliestireno expandido y de unos pocos grados de especialidad de poliestireno cristal.

### Poliestireno expandido
BASF y Dow desarrollaron independientemente el poliestireno expandido a principios de los años 1940. El proceso de BASF, basado en el uso de pentano como agente espumante, resultó ser muy superior y en la posguerra pasó a ser el único utilizado industrialmente.
La demanda de poliestireno expandido se disparó a finales de los años 1960 gracias en parte a la invención de extrusoras que permitían la inyección directa de pentano al poliestireno líquido.

### Poliestireno de alto impacto
Desde el primer momento estuvo claro que el poliestireno cristal tenía una gran desventaja: su fragilidad. Por ello tempranamente surgió la idea de reforzarlo con caucho natural (patente de Ostromislensky, 1927).
Pero la producción industrial era complicada debido a la tendencia del caucho a reticular en los reactores formando geles. Tras numerosos experimentos fallidos, en 1954 Dow dio con la solución: añadir a su proceso una etapa de "prepolimerización" bajo fuerte agitación. Monsanto llegó a la misma conclusión casi simultáneamente y ambas empresas se enzarzaron en un largo pleito sobre patentes.
Por su mayor complejidad técnica y por la variedad de sus aplicaciones, la mayor parte del esfuerzo de investigación y desarrollo de productos realizado por los fabricantes de poliestireno se ha centrado en el poliestireno impacto. Hoy día es una tecnología tan sólidamente establecida como la del poliestireno cristal.

### Poliestireno sindiotáctico
En 1985 la japonesa Idemitsu sintetizó por vez primera poliestireno sindiotáctico (sPS) y tres años más tarde inició una colaboración con Dow para su producción industrial. En 1996 Dow abrió una planta de sPS en Schkopau (Alemania) pero en 2005 tuvo que cerrarla por su escaso éxito comercial.

## Reciclaje
La mayoría de los productos de poliestireno no se reciclan actualmente debido a la falta de incentivos para invertir en compactadores y la logística para desplazar los materiales. Debido a la baja densidad de la espuma de poliestireno, su recolección no es económica. Sin embargo, si el material de desecho pasa por un proceso de compactación inicial, el material cambia su densidad de 30 kg/m³ típicamente a 330 kg/m³ y se convierte en un material de alto valor para los productores de pellets plásticos reciclados.
Los residuos de poliestireno expandido pueden añadirse fácilmente a productos tales como los paneles de aislamiento EPS y otros materiales con aplicaciones en construcción; sin embargo, muchos fabricantes no pueden obtener material suficiente por los problemas de recolección mencionados con anterioridad. Cuando no se usa para hacer más EPS, el espumado puede convertirse en productos como ganchos para ropa, bancas de parques, macetas, juguetes, reglas, contenedores para semillas, marcos para fotografías y molduras para construcción, todos hechos con poliestireno reciclado. 
Actualmente, cerca de 100 toneladas de EPS son recicladas cada mes en el Reino Unido y hay esfuerzos en otros países, como México, para fomentar la recolección, compactado y reutilización.
En España, los envases de poliestireno expandido EPS deben depositarse en el contenedor amarillo de residuos domésticos.

## Normativa
- ISO 1622-1 Plásticos - Poliestireno (PS)- Parte 1: Sistema de designación y bases para las especificaciones (ISO 1622-1:1994)
- ISO 1622-2 Plásticos - Poliestireno (PS)- Parte 2: Preparación de muestras de ensayo y determinación de las propiedades (ISO 1622-2:1995)
- ISO 2897-1 Plásticos - Poliestireno resistente al impacto (PS-I)- Parte 1: Sistema de designación y bases para las especificaciones (ISO 2897-1:1997)
- ISO 2897-2 Plásticos - Poliestireno resistente al impacto (PS-I)- Parte 2: Preparación de muestras de ensayo y determinación de las propiedades (ISO 2897-2:2003)